# Morville, Vosges
Morville är en kommun i departementet Vosges i regionen Grand Est (tidigare regionen Lorraine) i nordöstra Frankrike. Kommunen ligger i kantonen Bulgnéville som tillhör arrondissementet Neufchâteau. År 2022 hade Morville 42 invånare.

## Befolkningsutveckling
Antalet invånare i kommunen Morville
| Referens: INSEE |